# Élections sénatoriales de 1955 en Ille-et-Vilaine
Les élections au Conseil de la République en Ille-et-Vilaine ont lieu le dimanche 17 mai 1955 pour l'élection des 1 298 délégués élus par les conseils municipaux et le 19 juin 1955 pour le vote de ces délégués. 
Elles ont pour but d'élire les 3 conseillers représentant le département au Conseil de la République pour un mandat de neuf années.

## Mode de scrutin
Il marque un retour au mode de scrutin indirect utilisé sous la troisième république, avec un léger correctif proportionnel pour les onze départements les plus peuplés.

### Première phase le15 mai 1955
Le système électoral commence par une élection de délégués au scrutin indirect direct, dans chaque Commune, le conseil municipal votant pour élire un ou des délégués selon la répartition suivante : 
Pour les communes de moins de 9 000 habitants :
- un délégué pour les conseils de onze membres ;
- trois délégués pour ceux de treize membres ;
- cinq délégués pour ceux de dix-sept membres ;
- sept délégués pour ceux de vingt-et-un membres ;
- quinze délégués pour ceux de vingt-trois membres.

Dans les communes de 9 000 à 45 000 habitants, tous les conseillers municipaux sont délégués de droit.
Dans celles de plus de 45 000 habitants, les conseils votent pour un délégué supplémentaire par tranche de 5 000 habitants.
Ce qui pour l'Ille-et-Vilaine représente au total 1 300 délégués.

### Seconde phase le19 juin 1955
Les délégués se réunissent à la Préfecture et vote pour les départements de moins de quatre conseillers au scrutin majoritaire à deux tours.
Pour être élu au premier tour il faut :
- la majorité absolue des suffrages exprimés ;
- au moins le quart des électeurs inscrits.

Au second tour la majorité relative suffit.

## Sénateurs sortants
| Conseillers de la République | Conseillers de la République | Parti | Fonctions lors de l'élection en 1955                                                                                     |
| ---------------------------- | ---------------------------- | ----- | --- |
|                              | Yves Estève                  | RPF   | Conseiller général de Dol-de-Bretagne. Notaire, ancien MRP.                                                              |
|                              | Marcel Rupied                | RPF   | Ancien député (1945-1946). Président du Conseil général, maire de Vitré. Notaire.                                        |
|                              | Paul Robert                  | URD   | Conseiller général de Rennes-Nord-Est. Trésorier des caisses primaire du Crédit agricole, directeur de caisse d'épargne. |

## Élections des conseillers (19 juin 1955)

### Listes candidates
| N° | Candidats | Candidats       | Parti    | Principales fonctions |
| -- | --------- | --------------- | -------- | --- |
| 01 |           | Yves Estève *   | Rép. soc | Conseiller général de Dol-de-Bretagne. Notaire, ancien MRP.                                                              |
| 02 |           | Marcel Rupied * | CNIP     | Ancien député (1945-1946). Président du Conseil général, maire de Vitré. Notaire.                                        |
| 03 |           | Paul Robert *   | CNIP     | Conseiller général de Rennes-Nord-Est. Trésorier des caisses primaire du Crédit agricole, directeur de caisse d'épargne. |

| N° | Candidats | Candidats        | Parti | Principales fonctions                                                             |
| -- | --------- | ---------------- | ----- | --------------------------------------------------------------------------------- |
| 01 |           | Jean Noury       | MRP   | Conseiller général et municipal de Saint-Malo. Industriel dans la toile de jute.  |
| 02 |           | Émile Tardif     | MRP   | Conseiller général de Montfort, maire de Le Verger. Négociant en produits du sol. |
| 03 |           | René de Montigny | MRP   | Conseiller général et maire de Louvigné-du-Désert. Médecin.                       |

| N° | Candidats | Candidats    | Parti    | Principales fonctions                                                     |
| -- | --------- | ------------ | -------- | ------------------------------------------------------------------------- |
| 01 |           | Jean Bohuon  | Rép. soc | Agriculteur, président de la Chambre d'agriculture 35. Ancien Dorgériste. |
| 02 |           | Jules Colleu | CNIP     | Agriculteur, fondateur d'Agrilait (Coopérative laitière de Rennes).       |

| N° | Candidats | Candidats    | Parti   | Principales fonctions                                                                                    |
| -- | --------- | ------------ | ------- | --- |
| 01 |           | Pierre Galle | Rad-soc | Artiste peintre, ancien directeur de l'école des Beaux-Arts, ancien conservateur du Musée des Beaux-Arts |
| 02 |           | Guy Hamon    | Rad-soc | Conseiller municipal de Fougères. Pharmacien.                                                            |
| 03 |           | René Collet  | Rad-soc | Ancien conseiller municipal de Rennes. Négociant.                                                        |

| N° | Candidats | Candidats       | Parti | Principales fonctions                                                                  |
| -- | --------- | --------------- | ----- | -------------------------------------------------------------------------------------- |
| 01 |           | Jean Pont       | SFIO  | Maire de Saint-Jacques-de-la-Lande.                                                    |
| 02 |           | Joseph Fournier | SFIO  | Premier adjoint au maire de Fougères. Ouvrier en chaussures, directeur de coopérative. |
| 03 |           | Louis Ramond    | SFIO  | Saint-Servan                                                                           |

| N° | Candidats | Candidats         | Parti | Principales fonctions                            |
| -- | --------- | ----------------- | ----- | ------------------------------------------------ |
| 01 |           | Anne-Marie Glémot | PCF   | Conseillère municipal de Saint-Malo. Infirmière. |
| 02 |           | René Rio          | PCF   | Conseiller municipal de Rennes. Monteur.         |
| 03 |           | Louis Lebideau    | PCF   | Commerçant ambulant.                             |

| N° | Candidats | Candidats          | Parti | Principales fonctions    |
| -- | --------- | ------------------ | ----- | ------------------------ |
| 01 |           | Claude de Talhouët | CNIP  | Maire d'Amanlis. Avocat. |

| N° | Candidats | Candidats    | Parti | Principales fonctions                         |
| -- | --------- | ------------ | ----- | --------------------------------------------- |
| 01 |           | George Jaigu | RGR   | Ancien conseiller général de Guichen. Avocat. |

## Résultats
- Les communistes se retirent au profit de la SFIO, qui n'ayant rien demandé rechigne à ce soutien.

| Candidat et parti politique | Candidat et parti politique | Candidat et parti politique | Premier tour | Premier tour | Second tour | Second tour |
| Candidat et parti politique | Candidat et parti politique | Candidat et parti politique | Voix         | %            | Voix        | %           |
| --------------------------- | --------------------------- | --------------------------- | ------------ | ------------ | ----------- | ----------- |
|                             | Yves Estève *               | Rép. soc                    | 767          | 54,98        |             |             |
|                             | Marcel Rupied *             | CNIP                        | 664          | 47,60        | 764         | 55,32       |
|                             | Paul Robert *               | CNIP                        | 439          | 31,47        | 593         | 42,94       |
|                             |                             |                             |              |              |             |             |
|                             | Jean Noury                  | MRP                         | 372          | 26,74        | 511         | 37,00       |
|                             | Émile Tardif                | MRP                         | 312          | 22,37        | 388         | 28,10       |
|                             | René de Montigny            | MRP                         | 281          | 20,14        | Retrait     | Retrait     |
|                             |                             |                             |              |              |             |             |
|                             | Jean Bohuon                 | Rép. soc                    | 173          | 12,40        | Retrait     | Retrait     |
|                             | Jules Colleu                | CNIP                        | 123          | 8,82         | Retrait     | Retrait     |
|                             |                             |                             |              |              |             |             |
|                             | Claude de Talhouët          | CNIP                        | 142          | 10,18        | Retrait     | Retrait     |
|                             |                             |                             |              |              |             |             |
|                             | Pierre Galle                | Rad-soc                     | 138          | 9,89         | 136         | 9,85        |
|                             | Guy Hamon                   | Rad-soc                     | 128          | 9,18         | 126         | 9,12        |
|                             | René Collet                 | Rad-soc                     | 123          | 8,82         | Retrait     | Retrait     |
|                             |                             |                             |              |              |             |             |
|                             | Jean Pont                   | SFIO                        | 87           | 6,24         | 105         | 7,60        |
|                             | Joseph Fournier             | SFIO                        | 84           | 6,02         | 101         | 7,31        |
|                             | Louis Ramond                | SFIO                        | 72           | 5,16         | Retrait     | Retrait     |
|                             |                             |                             |              |              |             |             |
|                             | George Jaigu                | RGR                         | 63           | 4,52         | 20          | 1,45        |
|                             |                             |                             |              |              |             |             |
|                             | Anne-Marie Glémot           | PCF                         | 43           | 3,08         | Retrait     | Retrait     |
|                             | René Rio                    | PCF                         | 42           | 3,01         | Retrait     | Retrait     |
|                             | Louis Lebideau              | PCF                         | 41           | 2,94         | Retrait     | Retrait     |
|                             |                             |                             |              |              |             |             |
| Inscrits                    | Inscrits                    | Inscrits                    | 1 407        |              | 1 407       |             |
| Votants                     | Votants                     | Votants                     | 1 404        | 99,79        | 1 405       | 99,86       |
| Exprimés                    | Exprimés                    | Exprimés                    | 1 395        | 99,36        | 1 381       | 98,29       |

### Conseillers de la République élus
| Conseiller de la République | Conseiller de la République | Parti    | Fonctions lors de l'élection en 1955                                                                                     |
| --------------------------- | --------------------------- | -------- | --- |
|                             | Yves Estève *               | Rép. soc | Conseiller général de Dol-de-Bretagne. Notaire, ancien MRP.                                                              |
|                             | Marcel Rupied *             | CNIP     | Ancien député (1945-1946). Président du Conseil général, maire de Vitré. Notaire.                                        |
|                             | Paul Robert *               | CNIP     | Conseiller général de Rennes-Nord-Est. Trésorier des caisses primaire du Crédit agricole, directeur de caisse d'épargne. |